# Седило
Седило (итал. Sedilo) — коммуна в Италии, располагается в регионе Сардиния, подчиняется административному центру Ористано.
Население составляет 2445 человек, плотность населения составляет 35,5 чел./км². Занимает площадь 68,88 км². Почтовый индекс — 9076. Телефонный код — 0785.
Покровителем коммуны почитается святой Иоанн Креститель, празднование 24 июня.